# Ptilostemon rhiphaeus
Ptilostemon rhiphaeus là một loài thực vật có hoa trong họ Cúc. Loài này được (Pau & Font Quer) Greuter miêu tả khoa học đầu tiên năm 1973.